# Les Haies
Les Haies és un municipi francès situat al departament del Roine i a la regió d'Alvèrnia-Roine-Alps. L'any 2007 tenia 727 habitants.

## Demografia

### Població
El 2007 la població de fet de Les Haies era de 727 persones. Hi havia 252 famílies de les quals 32 eren unipersonals (8 homes vivint sols i 24 dones vivint soles), 88 parelles sense fills, 128 parelles amb fills i 4 famílies monoparentals amb fills.
La població ha evolucionat segons el següent gràfic:
Habitants censats

### Habitatges
El 2007 hi havia 277 habitatges, 255 eren l'habitatge principal de la família, 14 eren segones residències i 8 estaven desocupats. 255 eren cases i 20 eren apartaments. Dels 255 habitatges principals, 207 estaven ocupats pels seus propietaris, 39 estaven llogats i ocupats pels llogaters i 9 estaven cedits a títol gratuït; 12 tenien dues cambres, 33 en tenien tres, 77 en tenien quatre i 133 en tenien cinc o més. 220 habitatges disposaven pel capbaix d'una plaça de pàrquing. A 70 habitatges hi havia un automòbil i a 174 n'hi havia dos o més.

### Piràmide de població
La piràmide de població per edats i sexe el 2009 era:
| Homes | Edats   | Dones |
| ----- | ------- | ----- |
| 0     | 95 o +  | 0     |
| 0     | 90 a 94 | 4     |
| 4     | 85 a 89 | 8     |
| 0     | 80 a 84 | 8     |
| 4     | 75 a 79 | 8     |
| 4     | 70 a 74 | 0     |
| 4     | 65 a 69 | 4     |
| 4     | 60 a 64 | 8     |
| 36    | 55 a 59 | 40    |
| 32    | 50 a 54 | 32    |
| 32    | 45 a 49 | 28    |
| 28    | 40 a 44 | 16    |
| 20    | 35 a 39 | 28    |
| 20    | 30 a 34 | 24    |
| 20    | 25 a 29 | 16    |
| 24    | 20 a 24 | 16    |
| 12    | 15 a 19 | 40    |
| 32    | 10 a 14 | 8     |
| 16    | 5 a 9   | 24    |
| 8     | 0 a 4   | 16    |

## Economia
El 2007 la població en edat de treballar era de 481 persones, 378 eren actives i 103 eren inactives. De les 378 persones actives 365 estaven ocupades (200 homes i 165 dones) i 13 estaven aturades (4 homes i 9 dones). De les 103 persones inactives 38 estaven jubilades, 38 estaven estudiant i 27 estaven classificades com a «altres inactius».

### Ingressos
El 2009 a Les Haies hi havia 262 unitats fiscals que integraven 749 persones, la mediana anual d'ingressos fiscals per persona era de 19.881 €.

### Activitats econòmiques
Dels 25 establiments que hi havia el 2007, 6 eren d'empreses de fabricació d'altres productes industrials, 6 d'empreses de construcció, 4 d'empreses de comerç i reparació d'automòbils, 1 d'una empresa d'hostatgeria i restauració, 3 d'empreses d'informació i comunicació, 2 d'empreses de serveis i 3 d'empreses classificades com a «altres activitats de serveis».
Dels 9 establiments de servei als particulars que hi havia el 2009, 2 eren tallers de reparació d'automòbils i de material agrícola, 2 paletes, 2 electricistes i 3 perruqueries.
L'únic establiment comercial que hi havia el 2009 era una floristeria.
L'any 2000 a Les Haies hi havia 33 explotacions agrícoles que ocupaven un total de 888 hectàrees.

## Equipaments sanitaris i escolars
El 2009 hi havia una escola elemental.

## Poblacions més properes
El següent diagrama mostra les poblacions més properes.